# Allehelgensdag
Allehelgensdag (tidl. også Hellemisse) er i den danske folkekirke den 1. søndag i november.
Dagen er til minde om alle kristne helgener og martyrer. Når man noterede de hellige mænd og kvinder på forskellige af årets dage, havde man alligevel ikke alle med. Derfor lavede man denne "ekstra" dag.
I de senere år er det blevet en almindelig skik at mindes de døde ved på allehelgensdag at tænde lys på gravene. I mange kirker oplæses navnene på det forløbne års afdøde i sognet.
Traditionelt, i Danmark frem til Helligdagsreformen af 1770 og stadig i den katolske kirke, ligger dagen på selve 1. november, mens det i Sverige er mere kompliceret: Der er ingen, der har navnedag den 1. november, dagen hedder blot Allhelgonadagen. Til gengæld er det helligdag, Alla helgons dag, lørdagen før den første søndag i november. Den første søndag i november er så Söndagen efter Alla helgons dag, men kaldes også Alla själars dag.
Aftenen før allehelgensdag er ifølge dansk tradition allehelgensaften.